# Ligotka (powiat trzebnicki)
Ligotka – wieś w Polsce położona w województwie dolnośląskim, w powiecie trzebnickim, w gminie Prusice. 

## Podział administracyjny
W latach 1975–1998 miejscowość administracyjnie należała do województwa wrocławskiego.

## Położenie
Miejscowość leży w północnej części Równiny Prusickiej, na wysokości około 110 m n.p.m.

## Kolej wąskotorowa
Na wschód od wsi do 1991 roku biegła linia kolei wąskotorowej Wrocławsko-Trzebnicko-Prusicka Kolej Wąskotorowa, z przystankiem na 39. kilometrze.

## Ciekawe miejsca
- rozłożysty dąb w centrum wsi (pomnik przyrody)
- krzyż przydrożny
- zachowane zabudowania gospodarcze oraz domy z XIX i XX wieku
- dwa stawy w centrum wsi

## Turystyka rowerowa
Przez wieś przebiega szlak rowerowy Krzyżanowice – Żmigród.